# Torello Santini
Torello Santini (Lastra a Signa, 12 gennaio 1875 – Firenze, 27 marzo 1946) è stato uno scultore italiano.

## Biografia
Nato a Porto di Mezzo – frazione di Lastra a Signa, opta per i corsi di scultura all'Accademia di belle arti di Firenze con Domenico Trentacoste, frequentati dal 1889 al 1993. Santini viene incoraggiato dal Trentacoste a praticare a tempo pieno la scultura e a partecipare nel 1896 alla grande Mostra Internazionale dell'Arte e dei Fiori di Firenze con la Gravoche morente.
Personaggio sommosso da grandi tensioni emotive, cade in una sindrome maniacale che lo obbliga ad abbandonare la scultura per una presunta incompatibilità alla polvere di marmo e da allora si dedica integralmente alla pittura e come insegnante di disegno e di plastica; attività con le quali può a malapena a sopravvivere fino al suo internamento in manicomio, durante la seconda guerra mondiale.
Tra coloro che si formarono o si perfezionarono attraverso le lezioni di ‘sor Torello’, vi erano Giuseppe Santelli, Lido Bagni, Alvaro Cartei, Cesare Bellini, Ugo Mori, Otello Masi, Mario Pieri.